# Seconda guerra giudaica
La seconda guerra giudaica, chiamata anche Guerra di Kitos dal nome del principale generale romano Lusio Quieto, si svolse tra il 115 e il 117, coinvolgendo gran parte delle città della Diaspora ebraica sotto il regno dell'imperatore Traiano.

## Antefatto
Nel 70, un certo numero di rivoltosi scampati alla catastrofe trovarono rifugio ad Alessandria d'Egitto e Cirene. Le loro idee trovarono fertile terreno nei livelli inferiori della popolazione ma le classi superiori e la borghesia cittadina rimasero fedeli a Roma e anzi consegnarono molti dei ribelli alla giustizia. Dopo questi episodi per quarant'anni i rapporti tra Roma e Giudei furono tranquilli e Nerva abolì l'obolo dei Giudei, ma la tensione ad Alessandria tra Giudei e Greci restò sempre alta, dando vita spesso a scontri e tumulti. La maggioranza dei rabbini e della popolazione accettava la sottomissione di Roma come fase transitoria ma necessaria in quanto voluta da Dio in preparazione dell'avvento dell'età messianica, dilazionata ad una data indefinita. L'accento era posto sull'abbandono delle armi e sullo studio e osservanza della Legge. In alcuni ambienti della Palestina e della Diaspora prevaleva invece una convinzione di matrice apocalittica, ovvero che la distruzione di Gerusalemme e del Tempio fosse il momento culminante del periodo di tribolazione antecedente l'era divina con l'immancabile vittoria giudaica. Queste idee trovarono espressione in una produzione letteraria fra il 70 e il 135, l'Apocalisse di Baruc e il Quarto libro di Esdra dove ci si interroga sulla distruzione del Tempio e sul suo significato, con allegorismi vari: il leone è il Messia e l'aquila che soccombe è l'Impero Romano.
A questa produzione letteraria si aggiungevano idee come quella che Nerone fosse ancora vivo dopo il 69, finalizzato all'abbattimento della potenza romana. Nerone diventava così una figura che assumeva un ruolo positivo ove, colpendo i suoi connazionali, li avrebbe puniti anche per la distruzione del Tempio e per la persecuzione di Israele (raccolta Oracoli sibillini).

## Storia
Questo accumulo di tensione sfociò nella grande rivolta tra il 115 e il 117, che coinvolse numerose e importanti comunità giudaiche in Egitto, Cirenaica, Cipro e Mesopotamia. Essa colse di sorpresa le autorità imperiali e lo stesso imperatore Traiano, impegnato in una campagna militare in Oriente, visto che la fedeltà delle aristocrazie romano-giudaiche della Diaspora e della Palestina aveva regalato un quarantennio di pace.
La rivolta scoppiò dapprima in Cirenaica nel 115 per poi estendersi in Egitto e Cipro. Violentissimi furono gli scontri tra Giudei e residenti. La ribellione divampò dapprima nelle principali città per poi propagarsi rapidamente ai villaggi; ben presto la rivolta si spostò più verso Oriente, fino a quando gli insorti passarono in Egitto, trasferimento mirato forse verso la Palestina. In una prospettiva escatologica è verosimile che il segnale atteso per l'inizio della rivolta sia da riscontrarsi in un violentissimo terremoto che nel 115 devastò la capitale della Siria e le regioni orientali, evento visto come l'inizio della vendetta di Dio verso i pagani. Secondo un vaticinio contenuto negli Oracoli sibillini la città di Antiochia era una delle città destinate alla distruzione prima dell'avvento del Messia; il terremoto e la presenza di Traiano, imperatore del quarto impero messianico, che rimase leggermente ferito fu una coincidenza incredibile. Il coronamento della lotta di liberazione sarebbe poi stato il ritorno alle terre d'esilio, ovvero alla Palestina.
In Egitto i tumulti scoppiarono prima nelle campagne, ed i Greci si rifugiarono ad Alessandria, dove impedirono ai Giudei di prendere il controllo della città. Così l'attività dei rivoltosi rimase circoscritta alle campagne dove vennero annientati dopo vari scontri nell'autunno del 117. A Cipro i ribelli distrussero la città di Salamina annientando gli abitanti; di conseguenza, dopo la repressione, a nessun Giudeo venne permesso di mettere piede nell'isola pena la morte. In Mesopotamia la rivolta scoppiò durante la guerra partica di Traiano; Traiano aveva conquistato la Mesopotamia, l'Armenia e altri territori ma la conquista risultò subito effimera a causa della rivolta delle popolazioni da poco sottomesse. I Giudei parteciparono alla sollevazione, mentre le motivazioni di natura politica ed economica sembra siano all'origine della rivolta delle popolazioni locali, popolazioni di territori sotto il dominio partico, ovvero dominio che riconosceva a livello locale un elevato livello di autonomia, soprattutto in campo religioso e amministrativo, oltre a motivazioni economiche legate alla paura della diminuzione del traffico delle carovane. Traiano usò mano pesante nei confronti dei Giudei della Mesopotamia, volendoli punire in modo esemplare. Anche la Giudea, pur non avendo partecipato alla rivolta, ebbe dei contraccolpi. Il controllo del territorio venne rafforzato con lo stanziamento di un secondo contingente permanente.